# Li Xi (polític)
Li Xi (xinès simplificat: 李希, pinyin: Lǐ Xī; Liangdang - 1956) és un polític xinès, membre del Comitè Permanent del Buró Polític del Partit Comunista Xinès, secretari de la Comissió Central d'Inspecció de Disciplina i secretari del Comitè Provincial de Guangdong del PCX.

## Biografia
Li Xi va néixer l'octubre de l'any 1956 a Liangdang, província de Gansu (Xina).
Va rebre una educació superior en llengua i literatura xinesa a la Northwest Normal University a la ciutat de Lanzhou, província de Gansu (1978–82), i un MBA de l'Escola d'Economia i Gestió de Tsinghua, Universitat de Beijing (mitjançant estudis a temps parcial, (2008–11). Durant la Revolució Cultural va ser enviat a la comuna popular de Yunping al comtat de Liangdang. Després va exercir com a secretari a l'Oficina de Cultura i Educació i al Comitè del Partit del Comtat de Liangdang (1976–78).

### Carrera política
Li Xi té una amplia i dilatada experiència dins el Partit, amb càrrecs en províncies de característiques molt diferents, com Gansu, Shaanxi, Liaoning, a la ciutat de Xangai i especialment a Guangdong on va obtenir una experiència important en assumptes econòmics.
El 1982 va incorporar-se al Partit Comunista i després de graduar-se a la universitat, va iniciar la seva carrera política al Departament de Propaganda del Comitè del Partit Provincial de Gansu (1982–85) i posteriorment com mishu, a l'oficina del secretari del Partit de Gansu, Li Ziqi (1985–86). Ha ocupat càrrecs en diverses províncies, inicialment a ciutats de la província de Gansu, com Lanzhou (1995 - 2001) on va arribar a ocupar el lloc de Secretari adjunt del Comitè Municipal i cap del Departament d’Organització i a Zhangye (2002 - 2004).
El 2004 va anar a la Yan'an, província de Shaanxi on va ser Membre del Comitè Permanent i Secretari General del Comitè del Partit Provincial (2004 - 2006) i Secretari del Comitè Municipal del Partit de Yan'an, i director del Comitè Permanent de l'Assemblea Popular Municipal de Yan'an (2008 - 2011). Abans d'anar a la província de Liaoning, va ser el Vicesecretari del Comitè Municipal del Partit de Xangai (2013 - 2014). Un cop a Liaoning, va ser Secretari adjunt del Comitè Provincial del Partit Provincial, governador en funcions, governador i Secretari del Comitè Provincial del Partit i Director del Comitè Permanent de l'Assemblea Popular Provincial.
Al 19è Congrés Nacional del Partit Comunista de la Xina va ser nomenat membre del Buró Polític del Comitè Central del Partit i l'octubre de 2022, el 20è Congrés el va nomenar com membre del Comitè Permanent del Buró Polític del Comitè Central.
A partir d'haver col·laborat amb Li Ziqui, se'l considera un polític molt proper a Xi Jinping.